# Petter och Lotta på nya äventyr
Petter och Lotta på nya äventyr är en svensk TV-serie i tre delar från 1970 som bygger på barnboken Petter och Lotta på äventyr av Elsa Beskow.

## Handling
Petter och Lotta går på marknad och råkar ut för äventyr.

## Rollista
- Håkan Westergren – farbror Blå
- Berit Tancred – tant Grön
- Ittla Frodi – tant Brun
- Gun-Britt Öhrström – tant Gredelin
- Ingvar Axelsson – Petter
- Eva Hassellöf – Lotta
- Maud Hyttenberg – Beata
- Birger Lensander – vedhuggaren
- Mimi Nelson – vedhuggarens hustru
- Bert-Åke Varg – sotaren
- Gösta Prüzelius – cirkusdirektören

## Utgivning
Filmen finns utgiven på VHS av Videotronic och Sandrew samt på en samlings-DVD tillsammans Petters och Lottas jul.